# Škoda-Solaris 24m
Škoda-Solaris 24m (na Slovensku Škoda-Solaris Trollino 24, interně či neoficiálně též Škoda 38Tr) je tříčlánkový nízkopodlažní trolejbus, který je vyráběn od roku 2023 sdružením firem Škoda Electric a Solaris Bus & Coach s využitím karoserie trolejbusu Solaris Trollino 24 a elektrické výzbroje Škoda BlueDrive.

## Konstrukce
Karoserie vozu Škoda-Solaris 24m je shodná s modelem Solaris Trollino 24 a konstrukčně vychází z kloubového autobusu Solaris Urbino 18. Jedná se o čtyřnápravový nízkopodlažní trolejbus, který se skládá ze tří částí. Ty jsou navzájem spojeny dvěma klouby a krycími měchy. V pravé bočnici vozu se nacházejí patery dvoukřídlé skládací dveře. Hnaná náprava je druhá a třetí, každá poháněná vlastním elektromotorem Škoda. Řiditelná je pak první a čtvrtá náprava. Elektrická výzbroj je typu Škoda BlueDrive a může být doplněna trakčními bateriemi.

## Historie

### Bratislava
V dubnu 2021 vypsal Dopravný podnik Bratislava výběrové řízení na dodávku 16 trolejbusů o délce 24 metrů, které měly být vybaveny trakčními bateriemi pro nouzový dojezd či krátké výluky. Vítězem této zakázky se v září téhož roku stalo sdružení Škoda Solaris s typem Škoda-Solaris Trollino 24, které porazilo švýcarského výrobce Carrosserie HESS. Smlouva pak byla podepsána 15. března 2022 po schválení dotace ve výši 95 % z celkové částky. První karoserie připravená k montáži elektrické výzbroje dorazila do plzeňské Škody v březnu 2023. V srpnu 2023 pak byly zahájeny zkušební jízdy bez cestujících na plzeňské trolejbusové síti. Začátkem září 2023 byl první vůz dodán do Bratislavy. Po zkušebním provozu bez cestujících zahájil vůz č. 6908 zkušební provoz s cestujícími 16. listopadu 2023. Po ukončení schvalovacího procesu byl pravidelný provoz trolejbusů Škoda-Solaris Trollino 24 zahájen 18. ledna 2024, kdy začaly být tyto vozy vypravovány na linku 71. Součástí schvalování byly i dodatečné zkušební jízdy vozu č. 6903 pod napěťovou soustavou 750 V, které se bez cestujících i s cestujícími uskutečnily během tří dnů v březnu 2024 v Žilině.

### Praha
Další soutěž ve které uspělo sdružení Škoda Solaris s modelem Škoda-Solaris 24m vypsal Dopravní podnik hl. m. Prahy v říjnu 2020. Ten poptával 20 tříčlánkových parciálních trolejbusů pro provoz na lince na Letiště Václava Havla. Termín pro podání nabídek byl ale několikrát posunut a k vyhlášení vítěze došlo až v únoru 2022. Stejně jako v zakázce pro Bratislavu byl jediný další zájemce švýcarský Hess. První vůz připravený k montáži elektrické výzbroje pak dorazil do Plzně 26. dubna 2023. Jízdní zkoušky v ulicích Plzně s ním byly zahájeny začátkem října 2023. Do Prahy dorazil tento vůz č. 401 v listopadu 2023, kdy byl představen na výstavišti v Letňanech na veletrhu Czechbus. Na části trolejbusové trati Palmovka–Miškovice v úseku Palmovka–Trutnovská poté vykonával zkušební jízdy bez cestujících. Zkušební provoz s cestujícími v téže relaci byl zahájen 21. prosince 2023.
Do pravidelného provozu byly trolejbusy Škoda-Solaris 24m nasazeny 6. března 2024 v souvislosti se zprovozněním linky 59, spojující stanici metra Nádraží Veleslavín s Letištěm Václava Havla. V této trase nahradila autobusovou linku 119.

## Dodávky trolejbusů
Od roku 2023 bylo vyrobeno 36 trolejbusů Škoda-Solaris 24m.
| Současný stát | Město      | Článek | Roky dodávek | Počet vozů | Evidenční čísla při dodání | Poznámky                      | Zdroj         |
| ------------- | ---------- | ------ | ------------ | ---------- | -------------------------- | ----------------------------- | ------------- |
| Česko         | Praha      | článek | 2023–2024    | 20         | 401–420                    | s bateriovým pohonem          | [ 25 ] [ 26 ] |
| Slovensko     | Bratislava | článek | 2023         | 16         | 6901–6916                  | s pomocným bateriovým pohonem | [ 27 ]        |

## Další fotografie

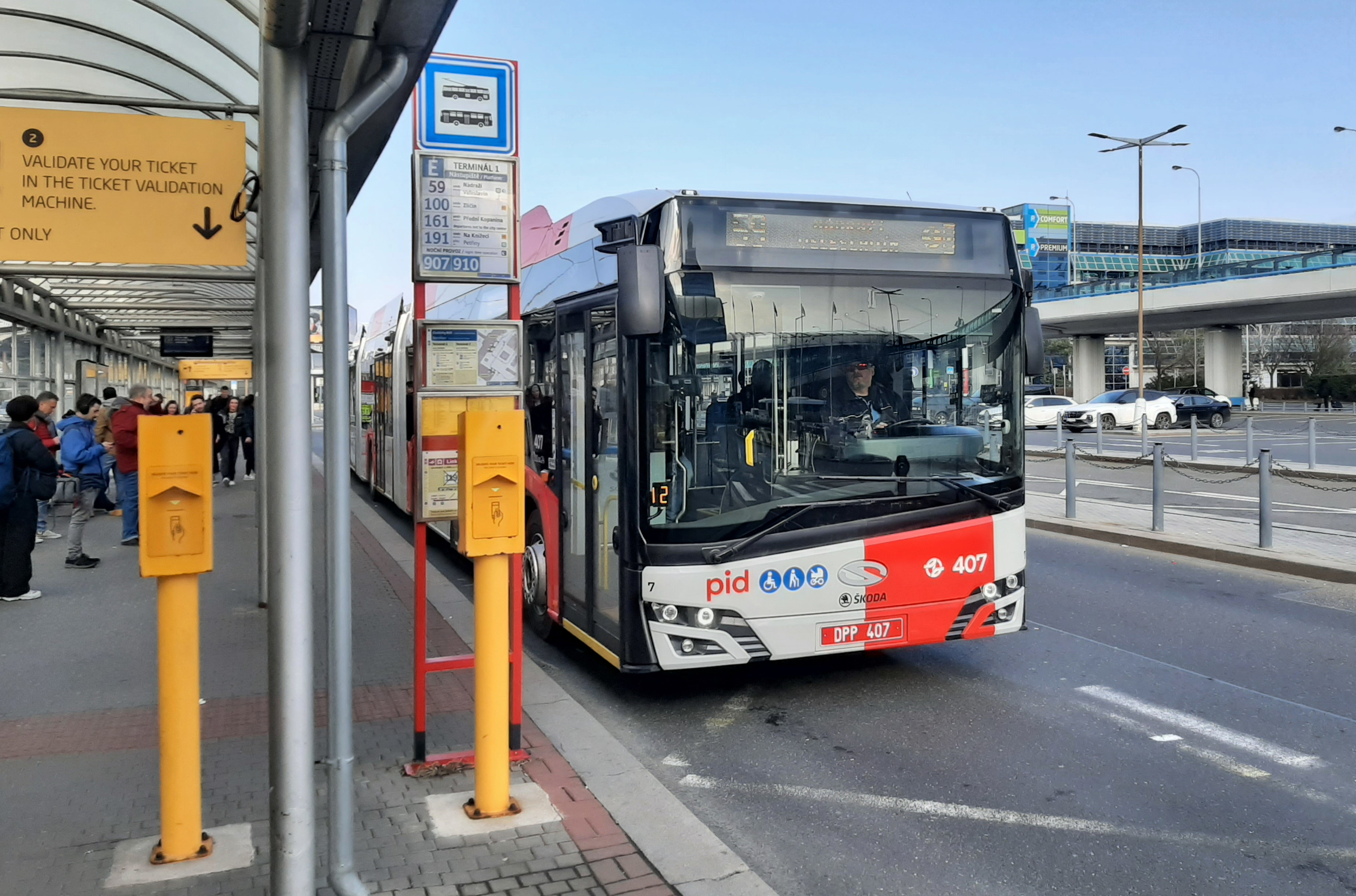
Trolejbus na Letišti Václava Havla v Praze
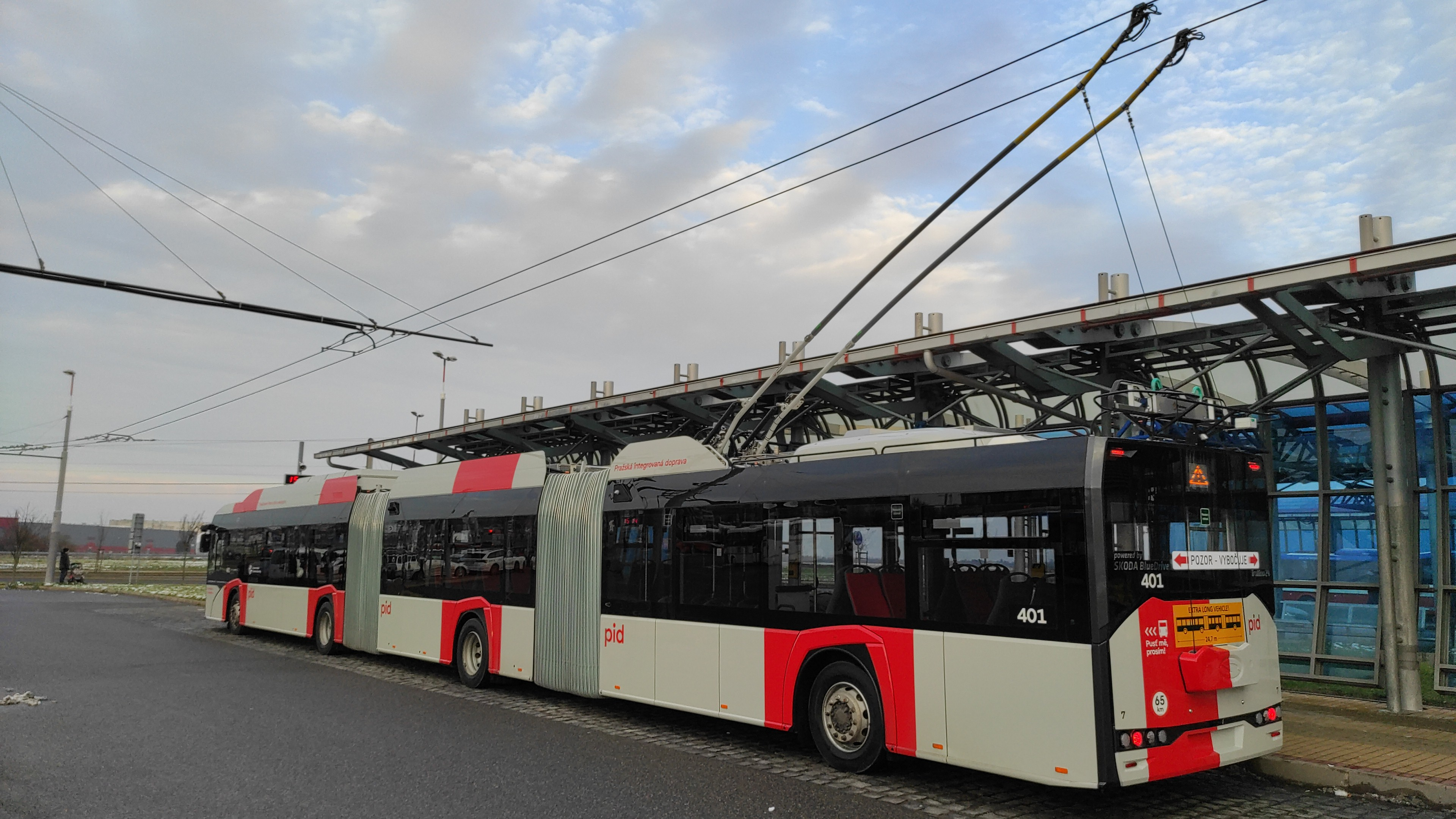
Zadní boční pohled na pražský trolejbus
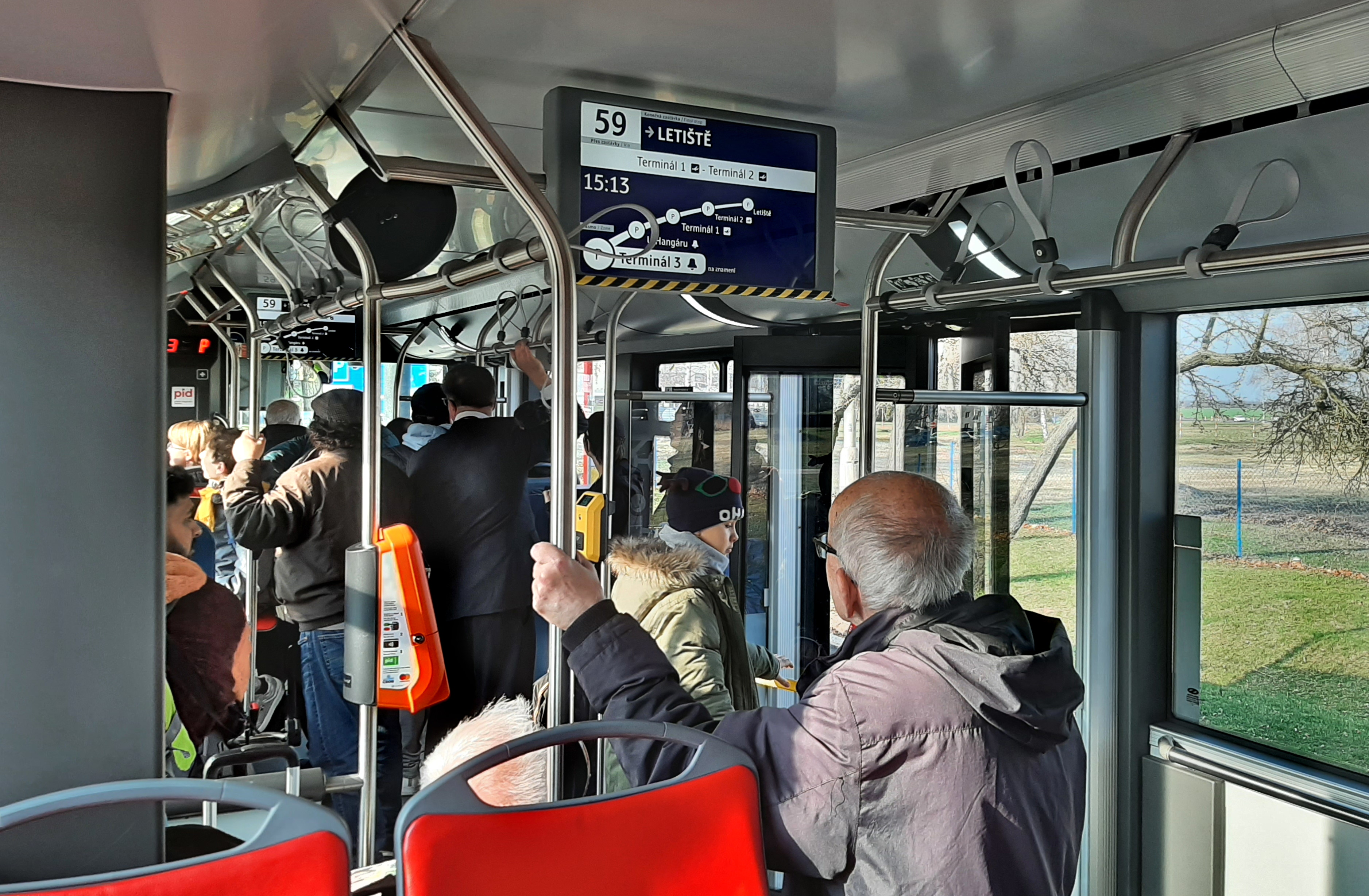
Přední část interiéru pražského vozu
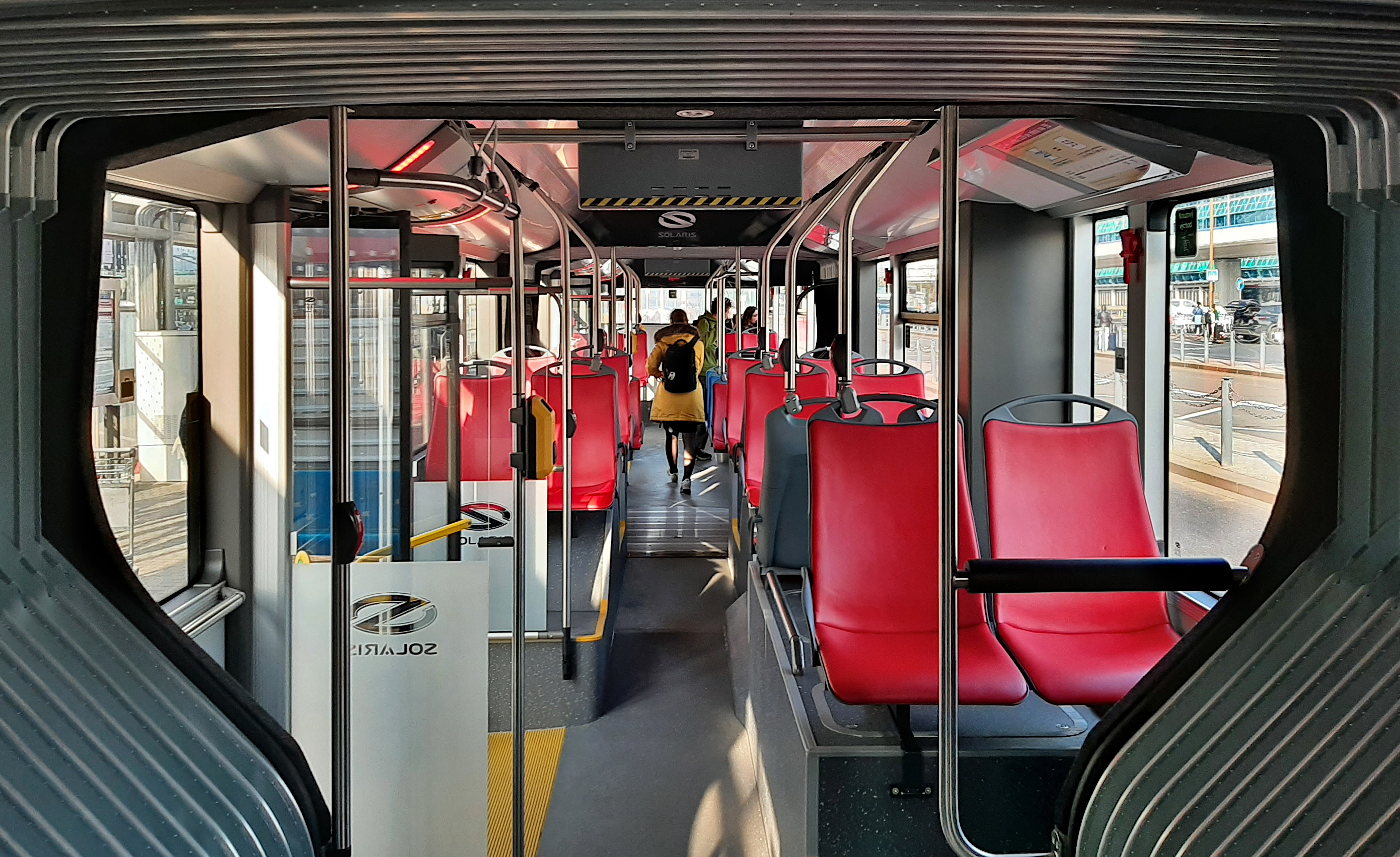
Průhled do střední a zadní části pražského vozu